# الوضيحي (حلب)
الوضيحي  قرية سوريّة تتبع إداريّاً لمحافظة حلب منطقة جبل سمعان ناحية مركز جبل سمعان، بلغ تعداد سكانها 6,934 نسمة حسب التعداد السكاني لعام 2004.